# Thomas de Littleton

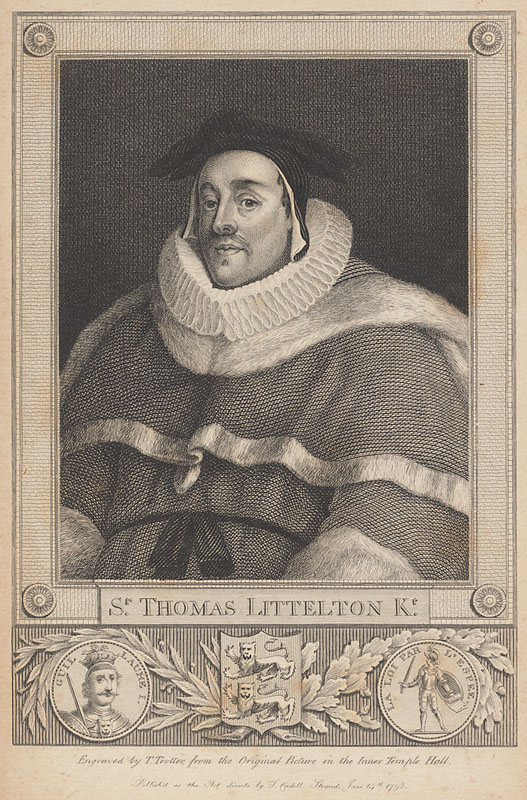
Thomas de Littleton.

Thomas de Littleton, född omkring 1407, död den 23 augusti 1481, var en engelsk rättslärd.
de Littleton hette ursprungligen Westcote, men antog som arvtagare till sin mors gods hennes namn de Littleton. Han omtalas 1445 som berömd advokat, innehade från 1450 flera domarämbeten i provinserna och blev 1466 domare vid Court of common pleas; 1475 erhöll han riddarvärdighet (som "knight of the Bath"). 
de Littletons Treatise on tenures, ett till tjänst för hans sons juridiska utbildning utarbetat kortfattat arbete, är den äldsta systematiska handbok, som finns i engelsk förmögenhetsrätt, och vann som sådan redan på 1500-talet anseende som klassisk auktoritet. Den är skriven på så kallad law french, ett blandspråk av normandisk franska och engelska, samt lämnar en klar och fullständig översikt av de jordnaturer och jordbesittningsförhållanden, som vid medeltidens slut var kända i engelsk rätt. Dess första tryckta upplaga anses ha utgivits redan 1481. 
Den store 1600-talsjuristen sir Edward Coke kallade de Littletons arbete "det mest fulländade och absoluta verk, som skrivits i någon vetenskap" och gav första delen av sitt stora verk "Institutes of the laws of England" (1628) formen av kommentarer till "Tenures", vars auktoritet därigenom ytterligare ökades. En mängd upplagor, de flesta i engelsk översättning, har senare utgivits, varav en av Thomas Edlyne Tomlins. Från de Littletons son William härstammar släkten Lyttelton.